# Rock Bottom
«Rock Bottom» (titulado «El abismo» en Hispanoamérica y «Fondo de roca» en España) es el segundo segmento del episodio diecisiete de la primera temporada de la serie de televisión animada estadounidense Bob Esponja. Se emitió por primera vez en Nickelodeon en los Estados Unidos el 15 de marzo de 2000. En él, Bob Esponja se queda varado en Rock Bottom, una extraña ciudad en la zona abisal.
Fue escrito por Paul Tibbitt, Ennio Torresan y David Fain, y la animación estuvo dirigida por Tom Yasumi. La premisa se inspiró en un incidente de la infancia del escritor de la serie y voz de Plankton, Mr. Lawrence, en el que se subió al autobús equivocado al volver del colegio. La idea era lo suficientemente sencilla como para que los guionistas crearan la mayoría de los gags y el humor.
Tras su estreno, «Rock Bottom» ha sido visto por más de dos millones de hogares. Ha recibido críticas positivas y es considerado por muchos como uno de los mejores y más terroríficos episodios. Inspiró la atracción SpongeBob SquarePants Rock Bottom Plunge, inaugurada en 2008 en el Nickelodeon Universe de Mall of America. También originó niveles en varios videojuegos de Bob Esponja.

## Trama
Al subir a un autobús para volver a casa desde Glove World, un parque de atracciones temático sobre guantes, Bob Esponja y Patricio montan por accidente al equivocado, que los lleva por un acantilado de noventa grados hasta Rock Bottom, una ciudad habitada por muchos animales marinos extraños. Patricio se asusta, así que Bob lo deja en la parada de autobús mientras va a buscar el horario. En cuanto se va, llega el siguiente a Fondo de Bikini, y Patricio deja atrás a su amigo. Incapaz de escalar el abismo de noventa grados, Bob espera al siguiente.
Después de que una serie de contratiempos le impidan subir a uno, Bob se dirige a una estación de autobuses y espera en una cola muy larga. Al llegar al frente, descubre que el siguiente sale en cinco segundos; lo pierde y se entera de que era el último hasta la mañana.  Cuando se apagan las luces por la noche, Bob oye un ruido y corre aterrorizado hacia el acantilado. El origen es un simpático pez rape que ha recuperado su globo guante. Lo Infla y lo ata a la muñeca de Bob, lo que le permite flotar por el abismo. Creyendo que su amigo sigue en Rock Bottom, Patricio sube a un autobús y se dirige al acantilado para ir a buscarlo. Bob lo ve en el camino, pero lo deja solo para no quedarse atrapado de nuevo.

## Producción
«Rock Bottom» fue escrito por Paul Tibbitt, Ennio Torresan y David Fain, con Tom Yasumi como director de animación. Tibbitt y Torresan también trabajaron como directivos de guiones gráficos. La premisa se inspiró en un incidente de la infancia del escritor de la serie y voz de Plankton, Mr. Lawrence. Un día, en primer grado, se subió al autobús equivocado al volver de la escuela. Aunque la experiencia duró poco tiempo, la describió como traumática para su yo más joven y sintió que era algo con lo que muchos otros niños podrían identificarse. Señaló que, si bien un evento como este no significa que te quedes varado en medio de la nada, Bob Esponja, por el contrario, sí lo estaba. El guionista principal de la primera temporada, Merriwether Williams, describió el episodio como uno de los mejores y con una historia sencilla. Dijo que «se centraba en una idea» y era «tan pequeña que podías explorar gags y oportunidades para ellos». Ha sido un ejemplo de «un buen esquema» en el programa, donde los storyboards y el humor se hicieron con facilidad. Williams declaró que, «en muchos sentidos, mi trabajo consistía en crear situaciones en las que los chicos de la junta pudieran ser graciosos, crear una situación que pudiera ser agradable, y dejar que ellos estuvieron a por los chistes concretos y específicos».

## Lanzamiento
«Rock Bottom» se emitió por primera vez en Nickelodeon en los Estados Unidos el 15 de marzo de 2000 a las 10:00 a. m., con una clasificación parental TV-Y7. Se lo incluyó en la compilación para DVD titulada SpongeBob SquarePants: The Complete 1st Season el 28 de octubre de 2003. El 22 de septiembre de 2009, figuró en SpongeBob SquarePants: The First 100 Episodes, que compila todos los episodios de la temporada uno a la cinco.

## Recepción
«Rock Bottom» fue visto por 2,1 millones de hogares en su estreno. Ha recibido una acogida positiva tanto por parte de la crítica como de los fanáticos. En 2022, el episodio junto con su segmento complementario, «Arrgh!», se situaron en el noveno puesto de los mejores valorados de Bob Esponja según Internet Movie Database.
Emily Estep del sitio web WeGotThisCovered.com lo clasificó en el número cinco de su lista de los «diez mejores capítulos». Dijo: «Aunque "Rock Bottom" es principalmente un episodio divertido, también es uno de los más aterradores». Añadió que tenía «el equilibrio ideal de ternura y terror puro», lo que lo hacía muy memorable. Jordan Moreau, Katcy Stephan y David Viramontes de Variety lo catalogaron en el puesto catorce de su listado de los quince mejores. Destacaron cómo da un giro a la dinámica habitual de Bob molestando a las personas que lo rodean, al ponerlo en un entorno aún más extraño que él mismo. Andrew Firriolo de BuzzFeed lo situó en el cuarto lugar de su lista de los veinticinco mejores. Resaltó el guion y su factor de identificación —en forma de subirse al autobús equivocado— como aspectos positivos. Mike Bedard de /Film lo catalogó en la decima posición de su lista de los quince mejores. El escritor elogió la gran cantidad de chistes geniales y conmemoró su memorabilidad debido a la atmósfera de miedo y a que Bob se encuentra en una situación inusualmente aterradora.
El capítulo es notable entre los aficionados y críticos como uno de los más terroríficos de la serie. Guillermo Kurten, Fawzia Khan y Robbie Robinson de Comic Book Resources lo incluyeron en el número diez de su lista de los veinte episodios más oscuros. Señalaron que el tono y el escenario, Rock Bottom, contrastaban oscuramente con el de la mayor parte del programa habitual y su localización principal, Fondo de Bikini. También comentaron que podría contener algunos comentarios sobre la salud mental en los «indicios de depresión y ansiedad que Bob siente al intentar escapar desesperadamente de su literal —y metafórico— "Rock Bottom"». J.S. Gornael de Collider lo clasificó en el puesto dos de su listado de los diez más aterradores. Elogió su atmósfera oscura y tenuemente iluminada, los espeluznantes habitantes de la ciudad del título y la actuación de voz de Tom Kenny por crear eficazmente una experiencia escalofriante.

## Legado

### Parque de atracciones
«Rock Bottom» sirvió de inspiración para la atracción SpongeBob SquarePants Rock Bottom Plunge. Se inauguró el 15 de marzo de 2008 en el parque temático de Nickelodeon del Mall of America, que pasó de llamarse Mall of America's Park at MOA, anteriormente Camp Snoopy, a Nickelodeon Universe, en el suburbio de Bloomington, Minnesota, en el área metropolitana de Minneapolis-St. Paul.
The SpongeBob SquarePants Rock Bottom Plunge cuenta con elevaciones verticales y giros de noventa grados que proporcionan a los pasajeros una caída de más de dieciocho metros, una velocidad máxima de más de 64 km/h y una fuerza G de 4,4. La duración del recorrido es de aproximadamente dos minutos y es la montaña rusa más corta construida hasta ahora por Gerstlauer.

### Videojuegos
Los niveles inspirados y basados en el escenario titular del episodio han aparecido en varios juegos de Bob Esponja, como Employee of the Month (2002), Battle for Bikini Bottom (2003) y El vengador amarillo (2005). Una versión temática de Halloween de Rock Bottom aparece en The Cosmic Shake (2023). Uno de los gags más famosos, en el que Bob Esponja es repetidamente engañado por el autobús en una parada cercana, se incorpora como huevo de pascua tanto en Battle for Bikini Bottom como en The Cosmic Shake.